# Zoff (Band)

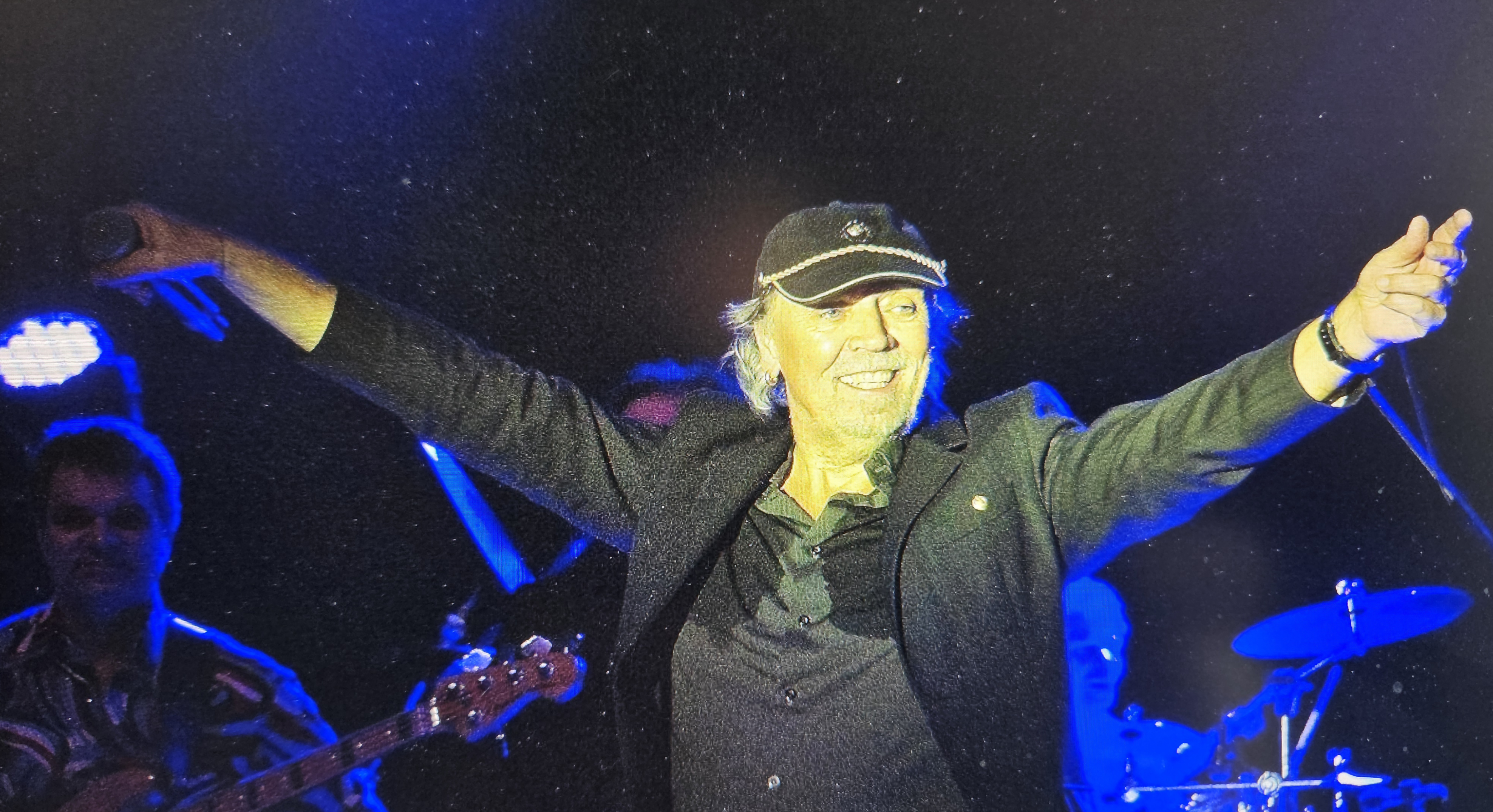
Reiner Hänsch, der Gründer von Zoff

Zoff ist eine Band aus Iserlohn, die häufig der Neuen Deutschen Welle zugeordnet wird. 

## Geschichte
Die Band wurde 1979 von Reiner Hänsch gegründet. Der Gründer Reiner Hänsch ist bis heute alleiniger Autor aller ZOFF-Songs und Sänger und Kopf der Band.
1979 gewann Zoff den Preis als beste Rockgruppe beim Jazz- und Rock-Musikfestival Jazz Bilzen im belgischen Bilzen. 1980 wurde ZOFF als beste Nachwuchs-Rockband mit dem Preis der Deutschen Phono-Akademie ausgezeichnet und von Ralph Siegels Plattenfirma Jupiter-Records unter Vertrag genommen. Der WDR lud die Band in seine Reihe „WDR Rockstudio“ mit Wolfgang Neumann ein, und es wurden die ersten professionellen Aufnahmen der Band produziert. Die Single Kein Geld, kein Money kam auf Platz eins der damaligen „Schlagerrallye“.
In den Folgejahren veröffentlichte Zoff drei LPs, sieben Singles sowie eine Maxi-Single, es gab Fernsehauftritte, viel Airplay und erfolgreiche Tourneen durchs ganze Land. Zum größten Erfolg der Band wurde im Jahre 1983 die Single Sauerland. Unter anderem ist der Song die Hymne der Eishockeymannschaft Iserlohn Roosters.
Die Besetzung wechselte gelegentlich: Gitarrist Thomas Hesse trat an die Stelle Hans Wegerhoffs und wurde später durch Martin Köhmstedt ersetzt. Nach Melo Sobiray waren nacheinander Jürgen Düsterloh, Gerd Spree und Achim Czech Schlagzeuger. Reiner Burmann war von Beginn an als Keyboarder dabei, Andreas Wulf als Bassist, und später gehörte auch Jan Kazda (Bass) zur Band. Im Jahre 1984 löste sich die Band auf.
2003 veröffentlichte Reiner Hänsch auf dem Label Sireena alte sowie fünf neue Lieder. Das führte dazu, dass die Band ab 2003 wieder live spielte, allerdings mit anderer Besetzung als 1984: Reiner Hänsch (Gesang, Kompositionen, Texte), Jan Kazda (Bass), Reiner Burmann (Keyboard, Gesang), Martin Köhmstedt (Gitarre) und Ingo Meyer (Gitarre). Am Schlagzeug saß zur Zeit des Comebacks bis 2006 Wolf Simon, danach Jörg Hedtmann und seit 2014 sitzt Dirk Seiler am Schlagzeug. Außerdem gehören seit 2003 Katrin Schmitt (Begleitgesang) und Jörg Hamers (Percussion, Begleitgesang) zur festen Besetzung und gelegentlich Gitarrist Sean Athens.

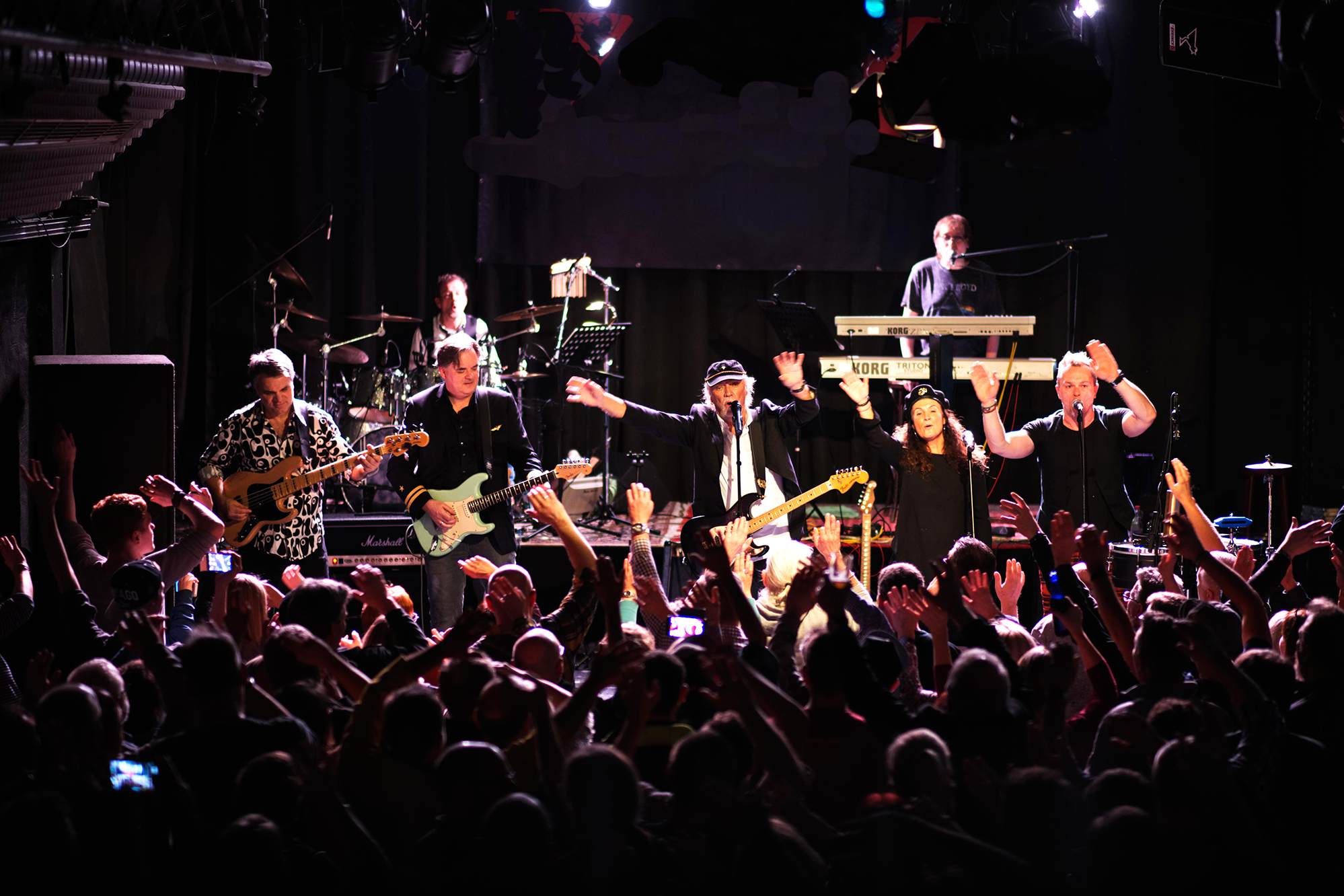
Zoff im Werkhof Hohenlimburg (2018)

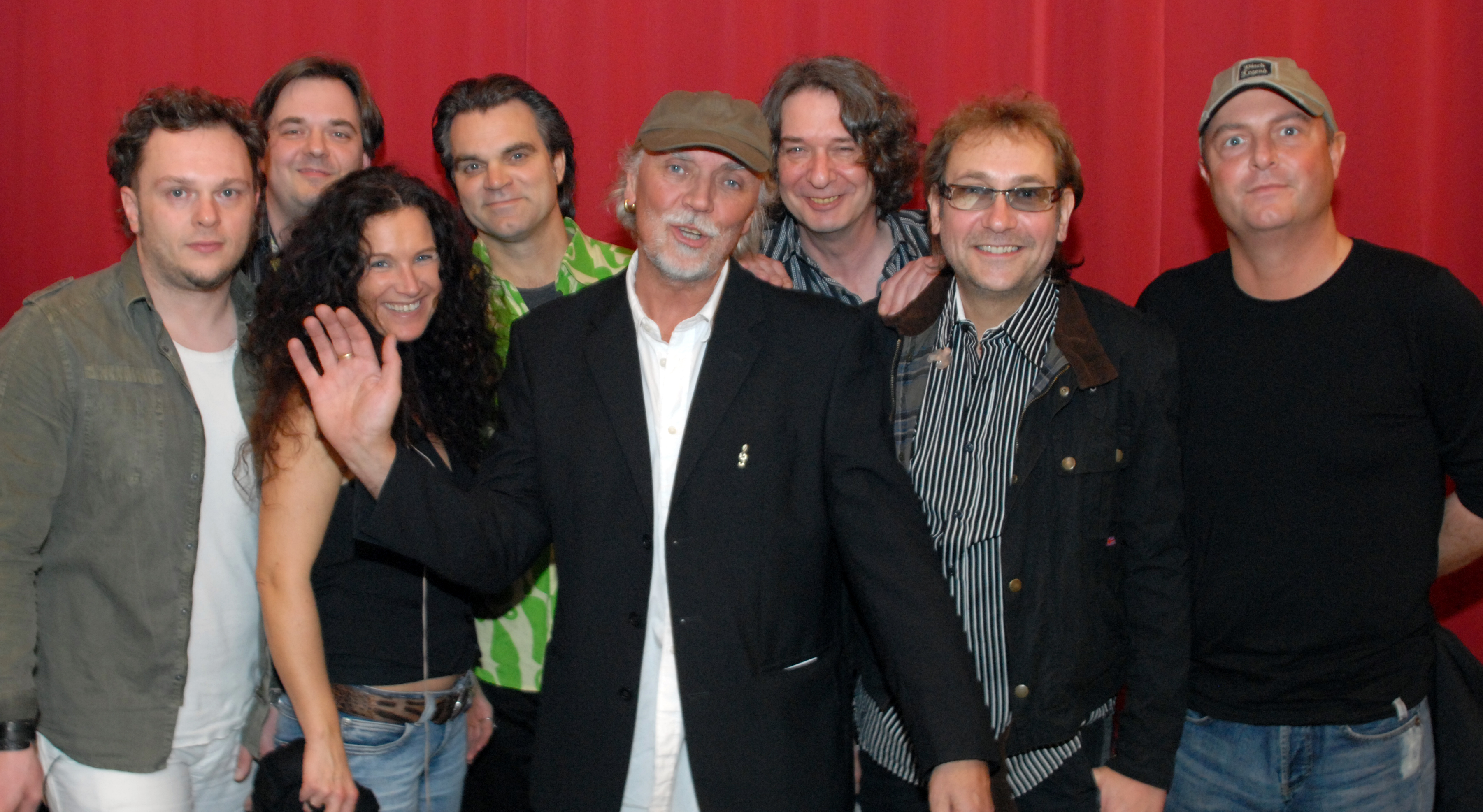
Zoff (2007)

## Diskografie

### Alben
- 1980: Zoff
- 1982: Keine Faxen mehr
- 1984: Nach der Arbeit
- 1984: Bis die Tage (Best Of)
- 2003: Alles beim Alten
- 2004: Hallo Deutschland
- 2005: Zoff-Live
- 2008: Mehr vom Alten
- 2009: Kein Geld, kein Money (EP)
- 2013: Schwer abgeräumt! – Lieder aus’m Panzerschrank!
- 2019: 1979 – 2019: Für immer und ewig

### Singles
- 1981: Kein Geld, kein Money / Lisa
- 1981: Gimme Gummi / Faxen machen
- 1982: Total Banane / La Paloma
- 1983: Sauerland / Geschichten mit Bild
- 1983: Hundert Mark / Letmathe
- 1984: Weil ich dich liebe / Mama
- 1985: Nur ein blauer Planet / Ohne Dich
- 1994: Sauerland
- 2003: Wieder da
- 2004: Armes Deutschland
- 2009: Sauerland / Letmathe (7" Vinyl)
- Oh, ECD – Hymne für den Iserlohner Eishockey-Club
- 2019: Alles anders
- 2025: Präsident[1]

### DVDs
- 2006: Zoff Live – Der Film